# 10BASE5

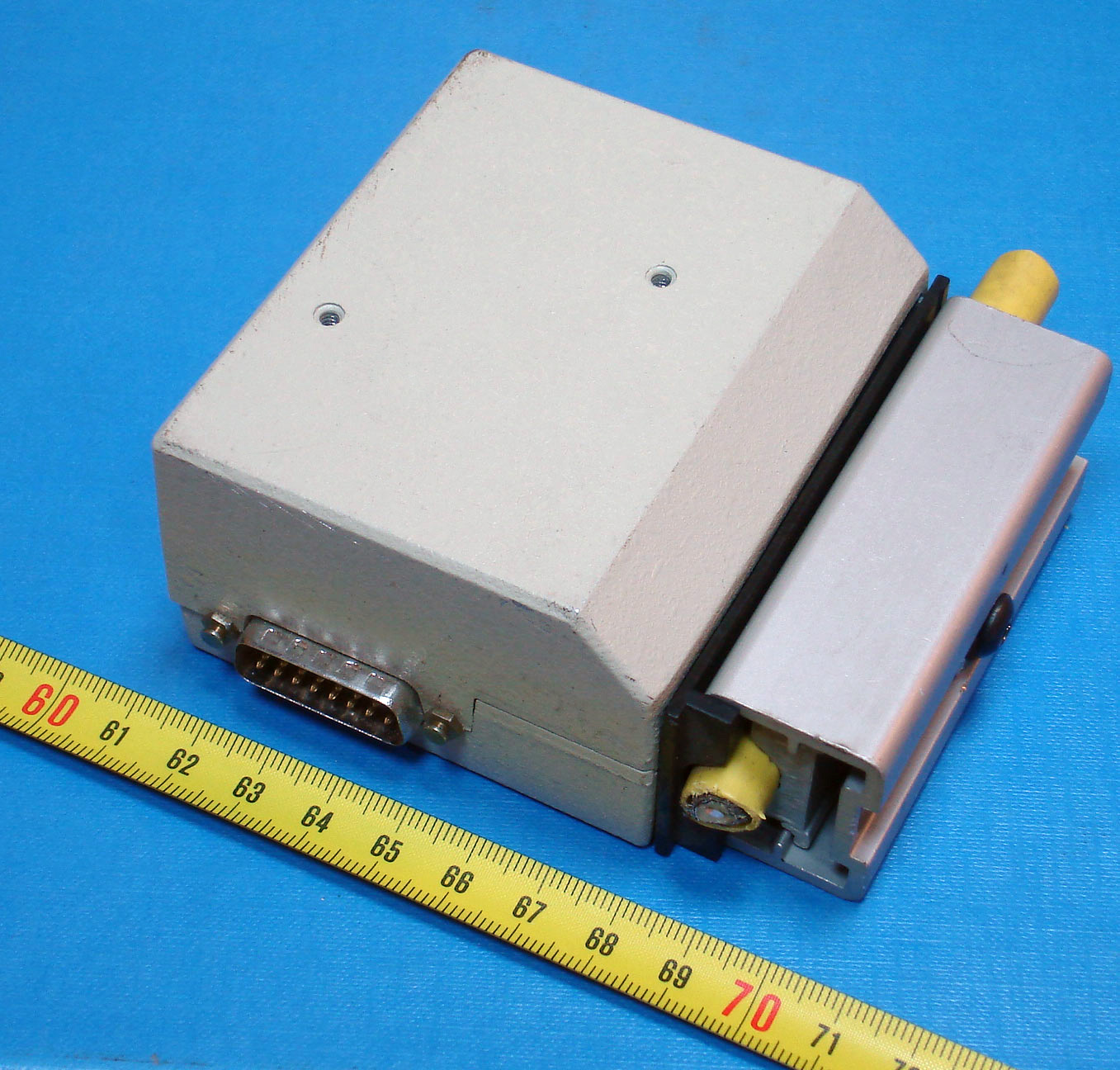
10BASE5-transciever med Attachment Unit Interface-anslutning.

10BASE5 (med alternativa beteckningar som thick ethernet eller thicknet) var den första kommersiellt tillgängliga varianten av Ethernet IEEE 802.3 som introducerades år 1983. 10BASE5 använder en tjock och stum koaxialkabel i segment på max 500 meter för att bygga upp ett lokalt datornät. Kabeln är oftast gul. Upp till 100 stationer kan anslutas till en och samma 500-meters kabel med så kallade vampyrkontakter som skruvas in i kabeln. Alla stationer ingår i samma kollisionsdomän och bandbredden är 10 Mbit/s som delas mellan alla enheter.
10BASE5 ersattes snart av billigare och effektivare standarder. Den smalare och flexiblare 10BASE2-kabeln, och senare 10BASE-T.

## Namnet
Namnet 10BASE5 ska utläsas som 10 Mbit/s, BASE som basbandssignalering, och 5 indikerar att det fysiska segmentet (längden på koaxialkabeln) är 500m.